# بول كوال
بول كوال هو عالم سياسة وسياسي بولندي، ولد في 22 يوليو 1975 في جيشوف في بولندا. نشط حزبياً في Poland Comes First ‏. في انتخابات البرلمان الأوروبي 2009، انتخب عضو في البرلمان الأوروبي عن دائرة Poland (European Parliament constituency) ‏ لترشحه ضمن قائمة Poland Comes First ‏، وقد انضم خلال فترته النيابية (14 يوليو 2009 – 30 يونيو 2014) للكتلة البرلمانية كتلة المحافظين والإصلاحيين الأوروبيين وانتخب عضو سيم ‏.

## وصلات خارجية
- الموقع الرسمي